# موش جنگلی فلوریدا
موش جنگلی فلوریدا (نام علمی: Neotoma floridana) نام یک گونه از سرده موش کپه‌ساز است.